# Technische Prüforganisation

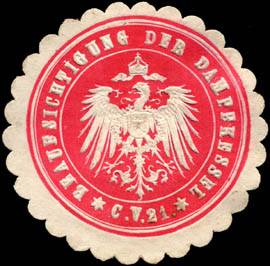
Siegelmarke Beaufsichtigung der Dampfkessel

Technische Prüforganisationen sind Unternehmen, die technische Anlagen, Einrichtungen und Gegenstände aller Art prüfen, um Gefahren zu minimieren und Schäden zu vermeiden. Die Aktivitäten der zuständigen Unternehmen werden oft auch unter dem Begriff Prüfung, Inspektion und Zertifizierung (oft auch auf Englisch als testing, inspection and certification oder TIC) zusammengefasst.

## Aufgaben
In technischen Prüforganisationen prüft Fachpersonal als Gutachter nicht nur überwachungsbedürftige Anlagen, Kraftfahrzeuge (siehe Hauptuntersuchung), Energieanlagen und Geräte, sondern auch Menschen in besonderen Problemlagen (vgl. Begutachtung der Fahreignung). Sie überwachen die Einhaltung von Standards und Normen sowie behördlicher Auflagen für Dienstleistungen und Produkte, und prüfen z. B. IT-Systeme und Ablaufprozesse in Unternehmen. Technische Prüforganisationen können auch als Projektentwickler für Energie- und Verkehrskonzepte, Gutachter und Berater auf dem Gebiet des Umweltschutzes, der Bautechnik, der Immobilienwertermittlung und als Zertifizierungsstellen (z. B. für EN ISO 9000 ff) auftreten. Einzelne dieser Organisationen arbeiten als Dienstleister für Ministerien, so beispielsweise TÜV Rheinland als Projektträger in Programmen des BMWi.
Die meisten technischen Prüforganisationen unterhalten Akademien, die sich mit der Fort- und Weiterbildung in technischen und kaufmännischen Berufen befassen.

## Prüforganisationen und -unternehmen
Laut ISO 17020 gibt es drei verschiedene Typen von Prüforganisationen. Die erste Art sind Inspektionsfirmen oder technische Inspektionsfirmen, die sich nicht an Entwürfen, Käufen, Konstruktionen beteiligen und nur Inspektionsleistungen anbieten. Die zweite Art von Prüforganisationen sind Inspektionsabteilungen in großen Unternehmen, die sich am Design, Einkauf usw. beteiligen. Solch eine Inspektionsabteilung bietet ihre Inspektionsdienste nur der eigenen Firma an. Die dritte Art von Prüforganisationen entspricht der zweiten Art,  bietet allerdings ihre Leistungen auch Dritten an.

### Prüforganisationen und -unternehmen in Europa
Derzeit gibt es in Europa mehrere konkurrierende technische Prüforganisationen unterschiedlicher Größe, die Tochterfirmen und Beteiligungen im In- und Ausland unterhalten. In Deutschland nehmen die fünf TÜVe (TÜV Süd, TÜV Rheinland, TÜV Nord, TÜV Saarland und TÜV Thüringen) nur noch wenige hoheitliche Aufgaben wahr.
Die meisten an technische Prüforganisationen übertragenen staatlichen Prüfmonopole, wie beispielsweise die technische Prüfung von Kraftfahrzeugen oder die Begutachtung der Fahreignung, sind infolge von Liberalisierung und Deregulierung zwischenzeitlich gefallen. Seit Januar 2008 bestehen keine Prüfmonopole in Deutschland für Aufzugsprüfung und Führerscheinprüfung. Das Prüfmonopol auf Einzelbetriebserlaubnisse in Deutschland wurde Anfang 2019 aufgehoben.
Beispiele zugelassener Prüforganisationen für HU/AU von Kraftfahrzeugen neben dem TÜV sind DEKRA, GTÜ, KÜS, FSP und GTS (Gesellschaft für technische Sicherheitsüberprüfungen). Letztere darf jedoch in Baden-Württemberg seit 2021 keine Hauptuntersuchungen mehr vornehmen, wegen „fehlender Zuverlässigkeit der Geschäftsführerin und des technischen Leiters“.

### Bedeutende Prüfunternehmen
International bedeutende Unternehmen im Bereich Testing, Inspection, and Certification (TIC) sind beispielsweise SGS (Schweiz), Bureau Veritas (Frankreich), TÜV Nord (Deutschland), TÜV Süd (Deutschland), TÜV Rheinland (Deutschland), TÜV Austria (Österreich), Intertek (UK), ALS Limited (Australien), DNV (Norwegen) sowie Kiwa (Niederlande).